# Уроки французької
«Уроки французької» (рос. «Уроки французского») — радянський художній фільм (кіноповість) 1978 року режисера Євгена Ташкова, знятий за мотивами однойменного оповідання Валентина Распутіна.

## Сюжет
У повоєнні роки десятирічного Володю мати відправляє з рідного села в райцентр на навчання. Хлопчик поселяється у жінки, яка втратила в минулу війну чоловіка і виховує своїх трьох дітей. Молода вчителька французької мови Лідія Михайлівна допомагає Володі. Під приводом додаткових занять вчителька намагається нагодувати хлопчика. Гордий Володя відмовляється від їжі. І тоді вчителька вдається до хитрощів: вона пропонує йому грати в «пристінок» на гроші і підіграє учневі. За цим заняттям їх застає директор школи, в результаті Лідію Михайлівну звільняють зі школи, і вона їде до себе на батьківщину на Кубань.

## У ролях
- Михайло Єгоров —  Володя
- Тетяна Ташкова —  вчителька французької Лідія Михайлівна Терешкова
- Галина Яцкіна —  Марія Андріївна, мати Володі
- Валентина Тализіна —  тітка Надя
- Олег Голубицький —  директор школи Василь Андрійович
- Клавдія Козльонкова —  продавчиня молока
- Борис Новиков —  дід Ілля
- Вадим Яковлєв —  дядя Ваня
- Міша Кабанов — Птаха
- Лідія Савченко — продавчиня молока
- Олена Кузьміна — продавчиня молока

## Знімальна група
- Автор сценарію та режисер-постановник:  Євген Ташков
- Оператор-постановник:  Володимир Нахабцев
- Художник-постановник:  Михайло Карташов
- Композитор:  Борис Чайковський
- Диригент: Емін Хачатурян